# Nyamal
Nyamal är ett australiskt språk som talades av 20 personer år 1991. Nyamal talas i Väst-Australien. Nyamal tillhör de pama-nyunganska språken.